# Coregonus nipigon
Coregonus nipigon är en fiskart som först beskrevs av Walter Norman Koelz 1925.  Coregonus nipigon ingår i släktet Coregonus och familjen laxfiskar. Inga underarter finns listade i Catalogue of Life.